# لئوناردو گرگوراتی
لئوناردو گرگوراتی (به انگلیسی: Leonardo Gregoratti)، پژوهشگر تاریخ باستان است. لئوناردو گرگوراتی در دانشگاه‌های اودینه (ایتالیا) و تریر (آلمان) تحصیل کرد. او در اودینه، تریر، کیل و برگن تحقیقاتی انجام داده است. علایق تحقیقاتی او شامل تاریخ روم و کتیبه و تاریخ آسیای غربی، به ویژه خاور نزدیک روم، پالمیرا، تجارت راه دور و شاهنشاهی اشکانی است.

## مقاله‌ها
- اشکانیان در برابر روم (قرن اول تا سوم میلاد): مشاهداتی در مورد تاکتیک‌ها و جنگ‌های اشکانی
- زنان «اشکانی» در ویس و رامین، او در این مقاله مطالب مربوط به وضعیت زنان در رمان باستانی ویس و رامین را گردآوری می کند. برای گسترش چشم‌انداز، نه تنها مقالاتی را که به رمان یونانی و رومی به‌عنوان یک ژانر ادبی به خودی خود می‌پردازند، بلکه به‌عنوان یک سند تاریخی شامل جنبه‌های متنوعی مانند تاریخ، باستان‌شناسی، جامعه‌شناسی و تاریخ قانون نیز ادغام می‌کند.
- آیا دو پادشاه بزرگ خیلی زیاد هستند؟: برخی ملاحظات در مورد پادشاهی اشکانی در منابع کلاسیک
- میدان میشان: نقش برجسته اشکانی تازه یافت شده در رشته کوه الوند، همدان، غرب ایران
- میترادات دوم پارت [۱]
- اشکانیان در میانۀ روم و چین: مأموریت گانیینگ به غرب (سدهٔ یکم) [۲]